# غازان (إيران)
غازان هي قرية في مقاطعة أرومية، إيران. عدد سكان هذه القرية هو 480 في سنة 2006.